# Czesław Gawlikowski

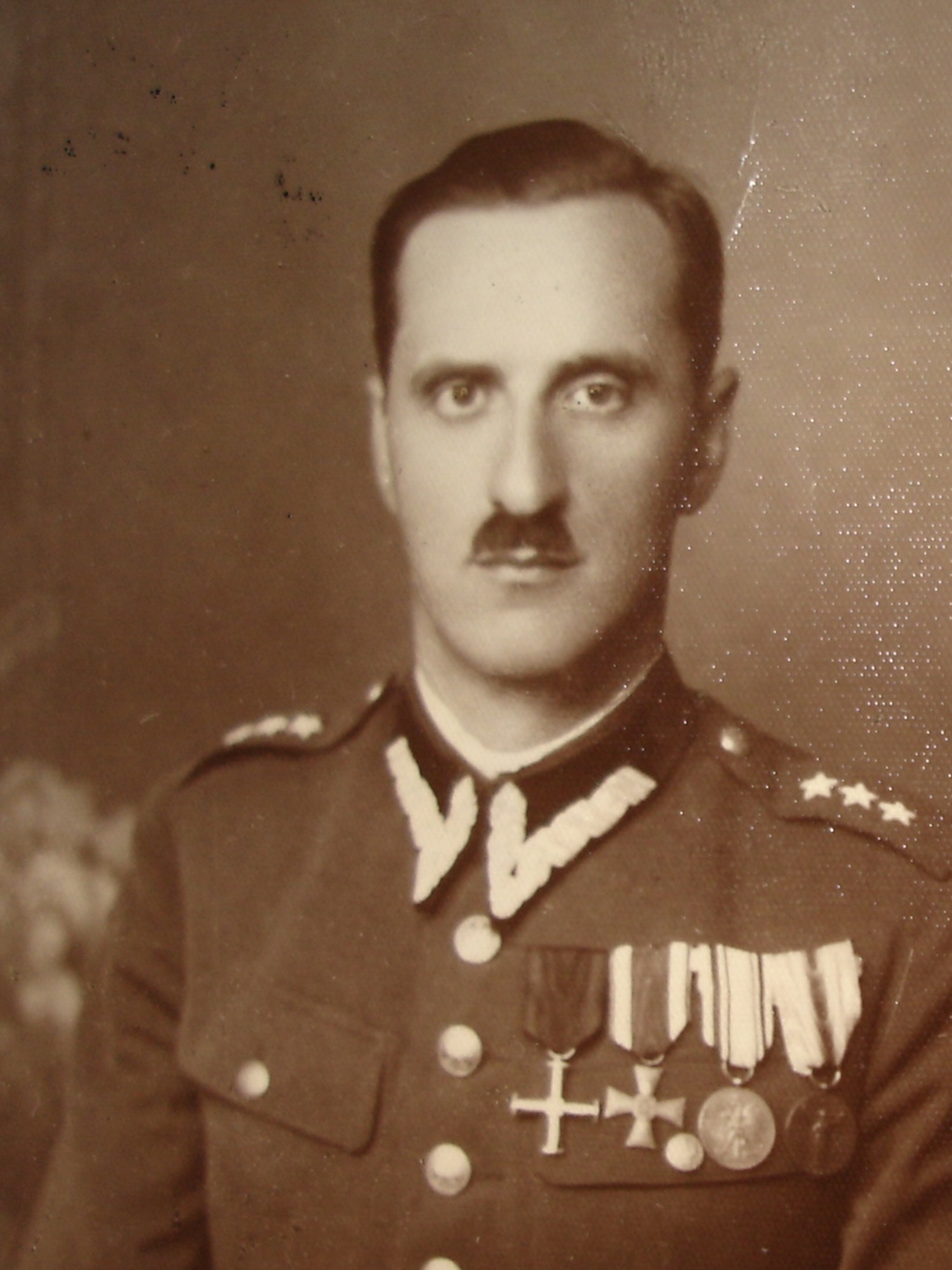
Czesław Gawlikowski w mundurze wojskowym z odznaczeniami ok1937

Czesław Gawlikowski (ur. 25 lutego 1899 w Petersburgu, zm. 15 marca 1984 w Łodzi) – polski wojskowy, lekarz i członek ruchu oporu.
Gawlikowski był plutonowym w Pierwszej Kompanii Batalionu Szturmowego Piątej Dywizji Syberyjskiej podczas I wojny światowej. W okresie międzywojennym, zdobył wykształcenie w Warszawie (Uniwersytet Warszawski), a następnie praktykował medycynę ze specjalizacją chirurga w Warszawie i Przemyślu (był kapitanem Wojska Polskiego i lekarzem w latach 1937–1939 w 10 Szpitalu Okręgowym). W trakcie II wojny światowej pracował w Szpitalu Powiatowym w Pruszkowie (od 1 stycznia 1940 r. do 30 czerwca 1943 r.), a następnie, po klęsce Powstania Warszawskiego, w którym brał udział, pracował w szpitalu w Legionowie. W 1941 r. wstąpił do Armii Krajowej. W latach 1946–1953 pełnił rolę dyrektora Szpitala Miejskiego w Gorzowie Wielkopolskim następnie ordynator oddziału chirurgii szpitala w Suwałkach aż do przejścia na emeryturę w 1977 r.
Otrzymał liczne odznaczenia wojskowe i cywilne, m.in.  Krzyż Niepodległości, Krzyż Walecznych i Krzyż Kawalerski Orderu Odrodzenia Polski.

## Biografia
Czesław Gawlikowski jest synem Wiktora i Kazimiery z domu Szening. Jest najstarszym rodzeństwem Witolda, Wiktora, Zofii, Janusza i Zbigniewa. Dorastał w Petersburgu w rodzinie polskich intelektualistów (jego ojciec był matematykiem). Rodzina pochodziła z Wieliczki pod Krakowem. W latach 1911–1918 uczęszczał do V Liceum w Petersburgu, które ukończył z maturą i złotym medalem (valedictorian).

### Pierwsza wojna światowa
25 czerwca 1918 r. jako ochotnik (19 lat) wstąpił do Legionu Polskiego w Omsku i wstąpił do 5 Dywizji Strzelców Polskich (Syberia). We wrześniu 1918 r. ukończył szkołę podoficerską w Ufie, a 3 października 1918 r. został mianowany plutonowym. Służył najpierw w 9. kompanii 1. Pułku Strzelców Polskich im. T. Kościuszki, następnie w 3. kompanii 2. Pułku Strzelców, a od marca 1919 r. w Batalionie Szturmowym.
Służył tam do kapitulacji 10 stycznia 1920 r. pod Klukwienną. Uciekł tego samego dnia i podjął współpracę z Polską Tajną Organizacją, która pomagała polskim jeńcom wojennym na Syberii i repatriowała ich do Polski. W marcu 1920 r. został aresztowany i uwięziony w Krasnojarsku i w Omsku, gdzie był przesłuchiwany przez CzeKa. Został aresztowany, gdy pomagał w ucieczce Janowi Papisowi – sierżantowi batalionu szturmowego. Po zachorowaniu na tyfus został przewieziony do więzienia w Czelabińsku, gdzie był zmuszany do pracy przymusowej w towarzystwie dowódców Jana Medwadowskiego i Jana Dojan-Surówki. Uciekł 5 lipca 1920 r. i ukrywał się pod nazwiskiem Józef Maliszewski w młynie pod Czelabińskiem.
Był przed młynem, kiedy przyjechali czekiści (po donosie w Czelabińsku). Chłopiec z rodziny pobiegł przekazać wiadomość, że jego ojciec zostanie aresztowany i rozstrzelany, jeśli uciekinier z obozu nie stawi się w młynie. Czesław Gawlikowski pobiegł do młyna, aby się zadenuncjować. Mimo to czekiści aresztowali nie tylko jego, ale i młynarza. Ten przyznał się w Czelabińsku, że nie nazywa się Maliszewski i że uciekł z obozu z głodu. Został uwięziony i oskarżony o udział w polskiej tajnej organizacji, ucieczkę z obozu i skazany na śmierć za popełnienie tych czynów i zamknięty w najgorszych warunkach w oczekiwaniu na zatwierdzenie wyroku przez Kalinina. Na szczęście 18 października 1920 r. został podpisany traktat wstępny (tymczasowe zawieszenie broni) między Polską a Rosją Sowiecką do czasu zawarcia pokoju w Rydze (Łotwa) 18 marca 1921 roku. Traktat ten przewidywał amnestię dla więźniów skazanych na karę śmierci. Czesław Gawlikowski ponownie uciekł i zorganizował własną repatriację, pieszo, do Moskwy, gdzie został przejęty przez Polski Czerwony Krzyż i repatriowany do Polski.
Od maja do grudnia 1921 służył w 82 Syberyjskim Pułku Piechoty w Brześciu Litewskim. Po przeniesieniu do rezerwy i zdaniu matury z języka polskiego rozpoczął studia prawnicze na Uniwersytecie Warszawskim, a następnie medyczne.

### Okres międzywojenny
Po czterech semestrach studiów prawniczych przeniósł się na warszawską medycynę. 16 sierpnia 1928 r. został powołany do służby czynnej w Wojsku Polskim, a 1 września 1928 r. wyjechał do Oficerskiej Szkoły Medycznej w Warszawie. 18 grudnia 1928 r. został awansowany na kierownika wszystkich nauk medycznych i otrzymał stopień podporucznika. W styczniu 1929 r. został przeniesiony na stanowisko lekarza pomocniczego 60 Pułku Piechoty w Wielkopolsce, a 1 stycznia otrzymał przydział do Pierwszego Szpitala Okręgowego im J. Piłsudskiego w Warszawie. 1 stycznia 1931 r., nie uzyskawszy na czas skierowania do szpitala wojskowego w „kategorii specjalności”, na własną prośbę został zwolniony ze służby czynnej, pozostając jednak rezerwistą.
Od kwietnia 1929 r. do 1 czerwca 1930 r. pracował jako asystent w Miejskim Szpitalu Położniczym św. Zofii w Warszawie, specjalizując się w chirurgii położniczej. Od 1 lutego 1931 r. pracował w Szpitalu Dzieciątka Jezus w Warszawie, najpierw (do 30 października 1932 r.) jako asystent wolontariusz, a następnie jako asystent dr. Zdzisława Sławińskiego na oddziale chirurgii.

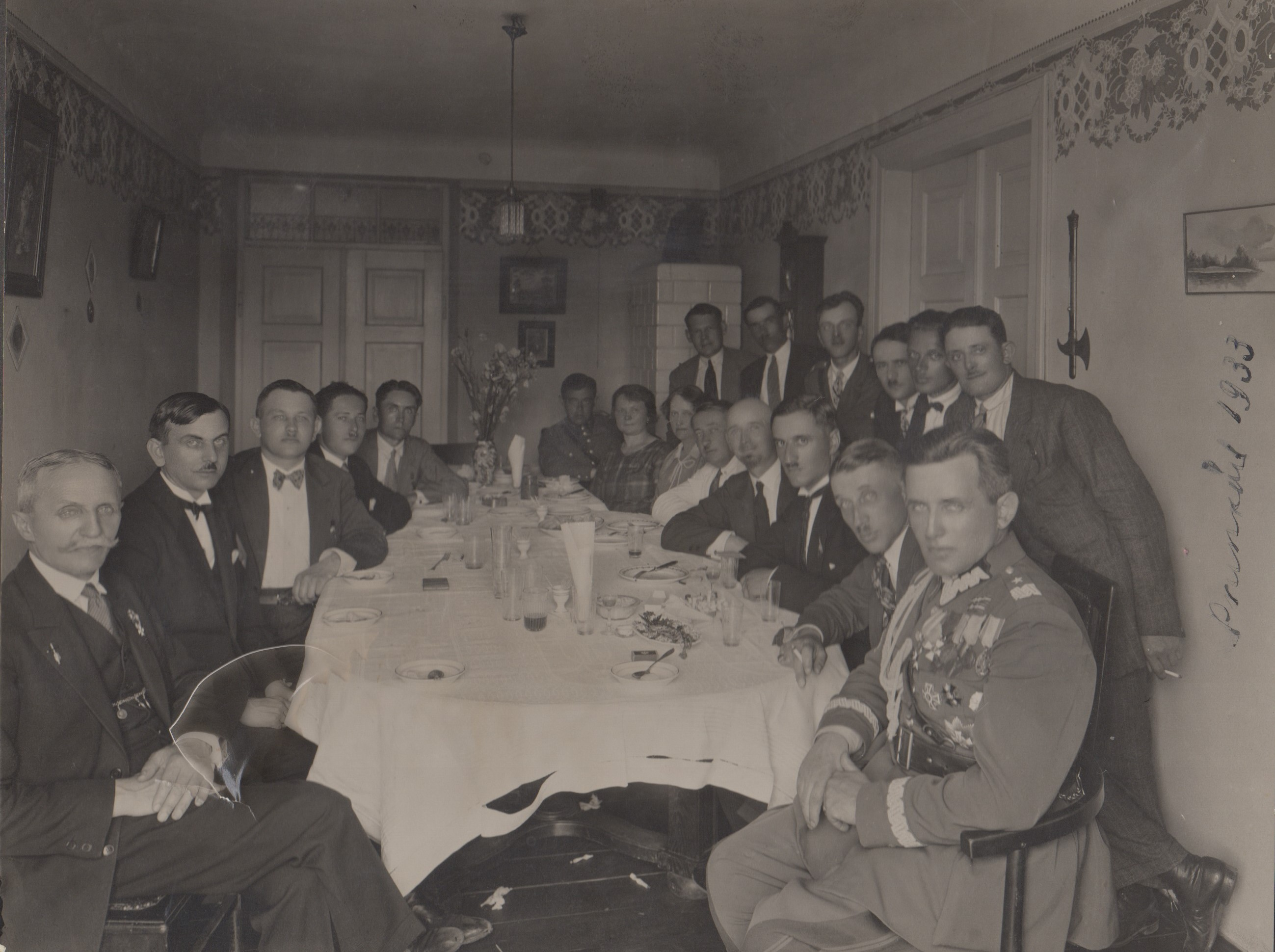
Spotkanie kampanijne BBWR. Pruszków 1933, na pierwszym planie na pierscym planie Stanisław Bułak-Bałachowicz

Od 1929 r. mieszkał w Pruszkowie. Burmistrz Pruszkowa pisał o nim, że był bardzo aktywnym społecznikiem w mieście: był prezesem BBWR, prezesem Związku Byłych Ochotników Wojska Polskiego, a od 1934 r. radnym miejskim w Pruszkowie. W wyborach samorządowych w 1934 r. z ramienia BBWR kierował kampanią wyborczą, a po wyborach został radnym miejskim, był przewodniczącym klubu Bloku Jedności Gospodarczej. Jako lekarz pracował jako wolontariusz z niepełnosprawnymi dziećmi i matkami w placówkach prowadzonych przez Siostry Samarytanki.
29 grudnia 1936 r. poprosił o ponowne przyjęcie do służby czynnej, co uczynił 4 maja 1937 r. w stopniu kapitana ze starszeństwem od 1 stycznia 1936 r. Został oddelegowany do szpitala X okręgu w Przemyślu, gdzie objął stanowisko ordynatora.

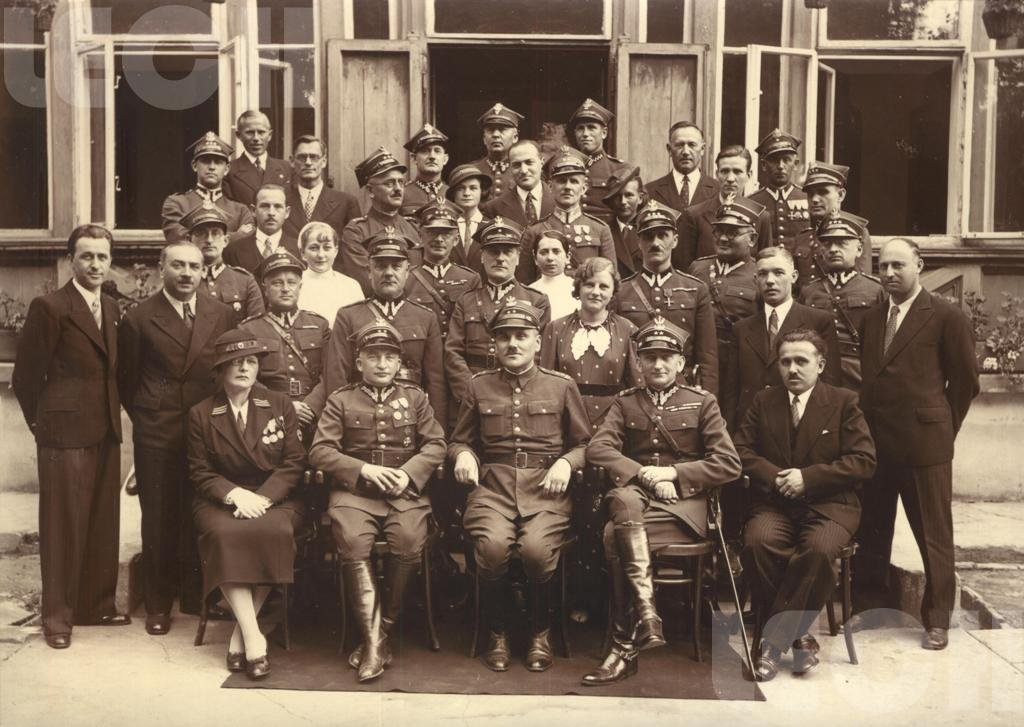
Wielu lekarzy na tym zdjęciu z 1938 roku zostało zamordowanych w Katyniu.

### II wojna światowa
We wrześniu 1939 r. został oddelegowany do I Szpitala Okręgowego im. Piłsudskiego w Warszawie na stanowisko starszego ordynatora, a następnie ewakuowany wraz z nim do Chełma Lubelskiego, gdzie na krótko dostał się do niewoli Wehrmachtu. Po zwolnieniu wrócił do Pruszkowa „pod prąd”.
W czasie okupacji, w latach 1940–1943, pełnił funkcję dyrektora szpitala i ordynatora oddziału chirurgicznego Szpitala Powiatowego w Pruszkowie gdzie pracowali również dr Izabela Wolfram i dr Kazimierz Szupryczyński.

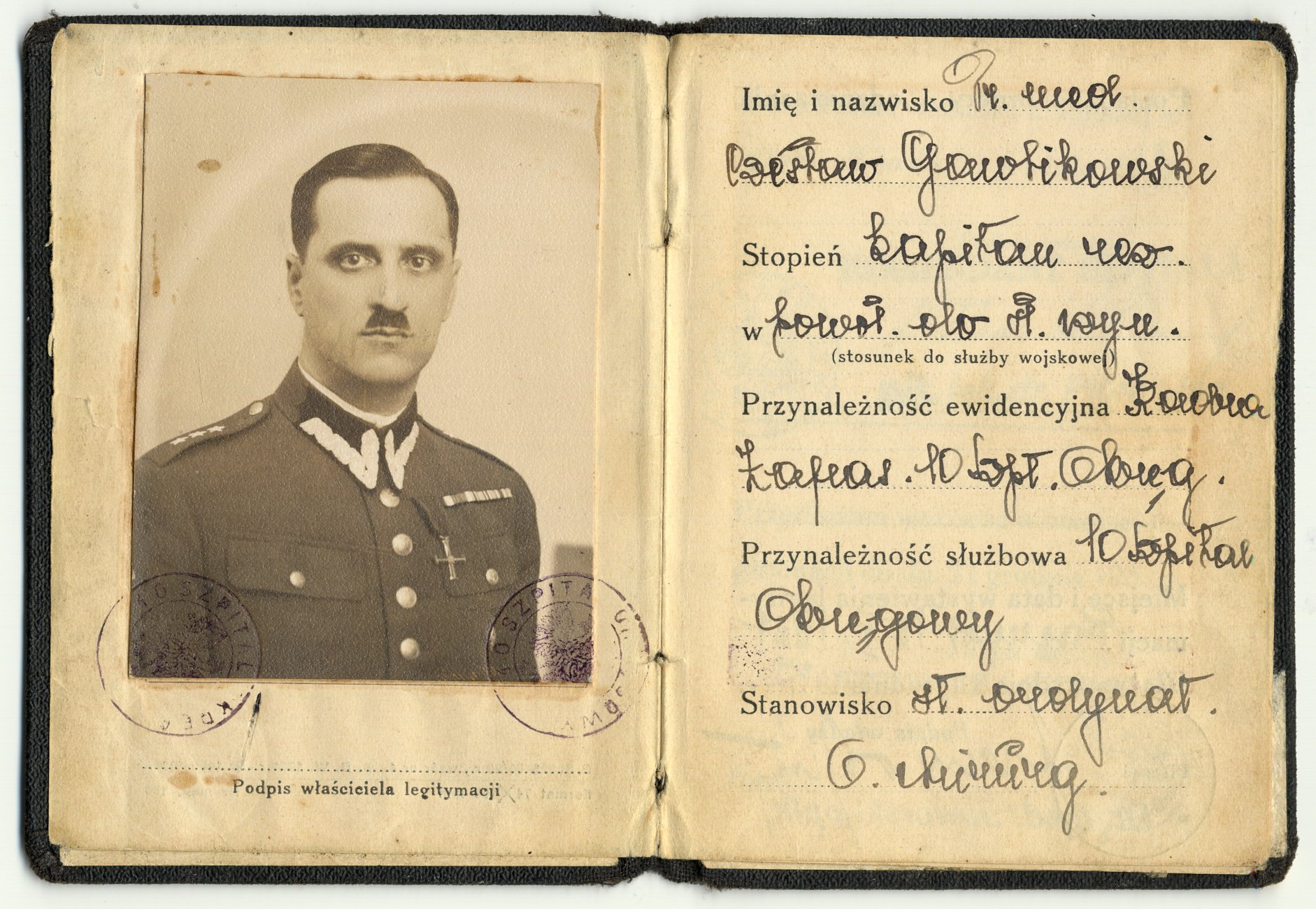
Karta Wojskowa X Szpital Okregowy, Przemysl

W 1941 r. złożył przysięgę i wstąpił do konspiracji zwerbowany przez swojego przyjaciela Jana Papisa, z którym utrzymywał kontakt od lat dwudziestych.
Oddział podlegał dyrektorowi Szpitala Czesławowi Gawlikowskiemu, który prowadził chirurgi i położnictwo w budynku przy ulicy Pięknej nr 4. (...) Powróciłem do Pruszkowa z Wołynia w tym czasie, gdy podziemie było ju zorganizowane, zarówno wojskowe jak i cywilne. Przez dłuższy czas czułem si nieswojo, dostrzegając niezupełnie zrozumiałe dla mnie wydarzenia i ludzkie postawy. Intendentem Szpitala był taki właśnie nie rozszyfrowany przeze mnie osobnik o nazwisku Papieski, które uważałem za przybrane. Doktor Gawlikowski był zżyty z Papieskim, nawet zaprzyjaźniony, ale w tym powiązaniu było coś, co kazało przypuszczać, że intendent wobec dyrektora działał często jakby z wyższego szczebla. Miał sporo zaję wiążących si ze szpitalem, ale miewał często niekontrolowane wolne dni, a nawet większe przerwy, niezrozumiałe dla nie wtajemniczonych. Wiosn 1943 roku Papieski został aresztowany przez gestapo wraz z grup osób, które uczestniczyły w uroczystości ślubnej w kościele św. Aleksandra w Warszawie. Wydarzenie to znane jest powszechnie. Papieski zdąrzył wyrzuci kartkę, któr dostarczono niezwłocznie do Szpitala do rąk dyrektora Gawlikowskiego. Dopiero w związku z aresztowaniem okazało się, że Papieski, działający pod przybranym nazwiskiem, był poważnie zaangażowany w pracach podziemia. Zginął szybko po aresztowaniu. W obawie przed rewizj trzeba było usuną wszystko, co mogło rzuci podejrzenie na inne osoby. Zajęła si tym przełożona Gordonowa. Tymczasem dyrektor Gawlikowski opuścił Szpital, przenosząc si na inny, nie znany mi teren. Powrócił dopiero po zakończeniu działa wojennych. Ju w dniu jego odejścia zjawił si inny lekarz chirurg. Był nim pułkownik Michał Dobulewicz z łódzkiego szpitala okręgowego, w tym czasie pracujący w Szpitalu Ujazdowskim w Warszawie. Na mnie spadł obowiązek przejęcia odpowiedzialności za Szpital. Dopiero po upływie około dwóch tygodni przyjechał lekarz powiatowy Dorożyński, który oświadczył mi, że obowiązki dyrektora powierzaj doktorowi Dobulewiczowi, który jako chirurg i wojskowy bardziej odpowiada stanowisku w czasach wojny i okupacj
W swoim szpitalu ukrywał poszukiwanego wówczas przez gestapo Jana Papisa-Papiewskiego, zatrudniając go pod fałszywym nazwiskiem jako asystenta. Musiał przerwać pracę, ponieważ w 1941 r. był członkiem podziemnej armii AK i był poszukiwany przez gestapo po aresztowaniu grupy do której zalezal „Osa-Kosa 30”. 5 czerwca 1943 r. Na ślub zorganizowany w kościele św. Aleksandry przybył bardzo późno, ponieważ został zatrzymany w swojej praktyce na ul. Żelaznej przez pacjenta. Idąc w kierunku placu, zobaczył samochody gestapo i natychmiast zawrócił do swojego gabinetu. Tam otrzymał telefon nakazujący mu natychmiastowe ukrycie się. Dwa dni później kontynuował pracę, ukrywając się pod fałszywym nazwiskiem Jan Zawada.

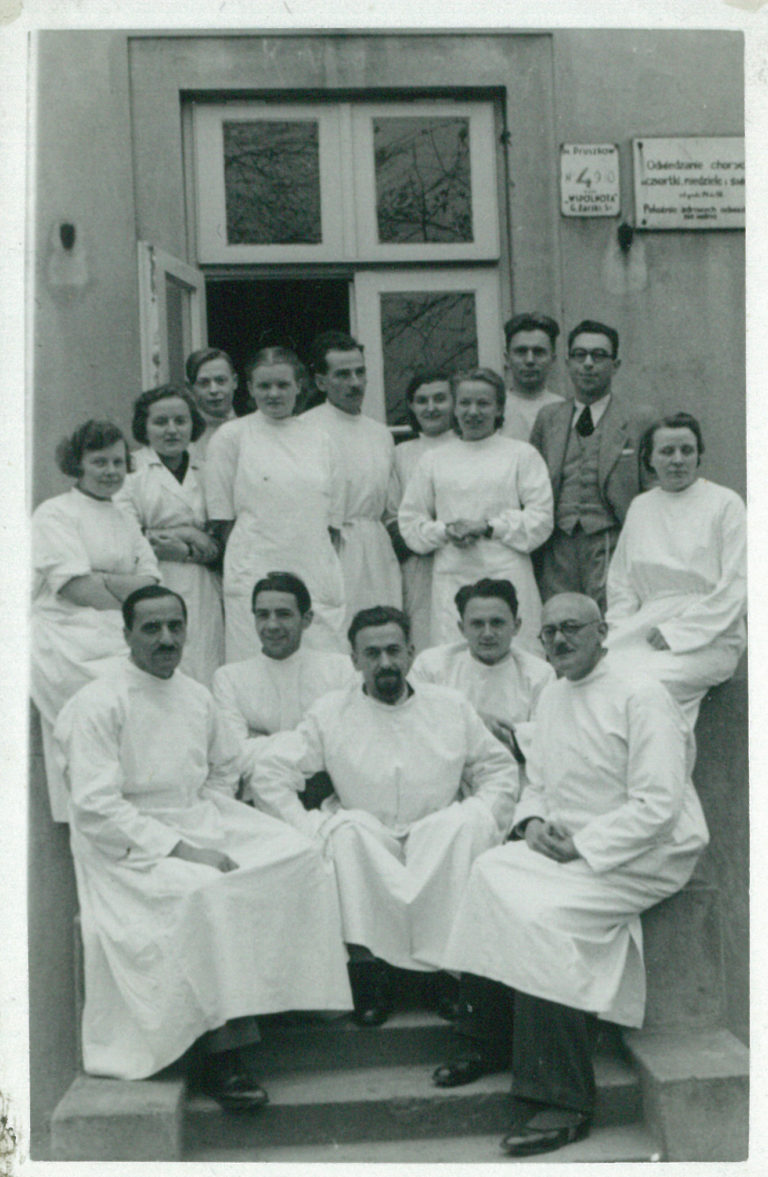
Personel kadrowe szpitala w Pruszkowie ok. 1943, dr Czesław Gawlikowski na dole po lewej, dr Izabela Wolfram nad nim i dr Szupryczynski w środku na dole.

Był nie tylko lekarzem grupy, ale także ukrył plan akcji Krüger w kotłowni szpitala nr 13. Nosił pseudonim „Adam S-II” i był dublerem (prawą ręką) dr. Józefa Chojnowskiego „Adama I” („S” oznacza batalion sanitarny). Wszyscy dyrektorzy szpitali mieli zaufanych „dublerów”, którzy znali dokumentację medyczną na wypadek ich aresztowania.
Następnie ukrywał się pod fałszywą tożsamością w Henrykowie u Sióstr Samarytanek- był wieloletnim przyjacielem Stanisławy Umińskiej, Siostry Benigny -  na Modlinska 257 tz. "Przystanek" aż do powstania warszawskiego. Tam kontynuował pracę lekarza, w zakładzie ukrywał dzieci z getta przywiezione przez Żegotę, sieroty ze zbombardowanego zakładu księdza Boduena, całe rodziny wymagające ukrycia oraz żołnierzy wojsk wewnętrznych.
W stajni znajdował się również skład broni oraz tajny teatr prowadzony przez Léona Schillera.
26 października 1942 r. Czesław Gawlikowski ożenił się w Zakopanem z Anną Cwiklińską, z którą miał dwoje dzieci: Andrzeja Czesława i Elżbietę Annę. Dołącza ona do niego w Henrykowie tuż po przedwczesnych narodzinach ich syna Andrzeja.

### Powstanie Warszawskie – 1 sierpnia 1944 r.
Czesław Gawlikowski otrzymuje zlecenie opracowania planów zaplecza sanitarnego na Powstanie Warszawskie dla VII Obwodu „Brzozów/Legionowo”.

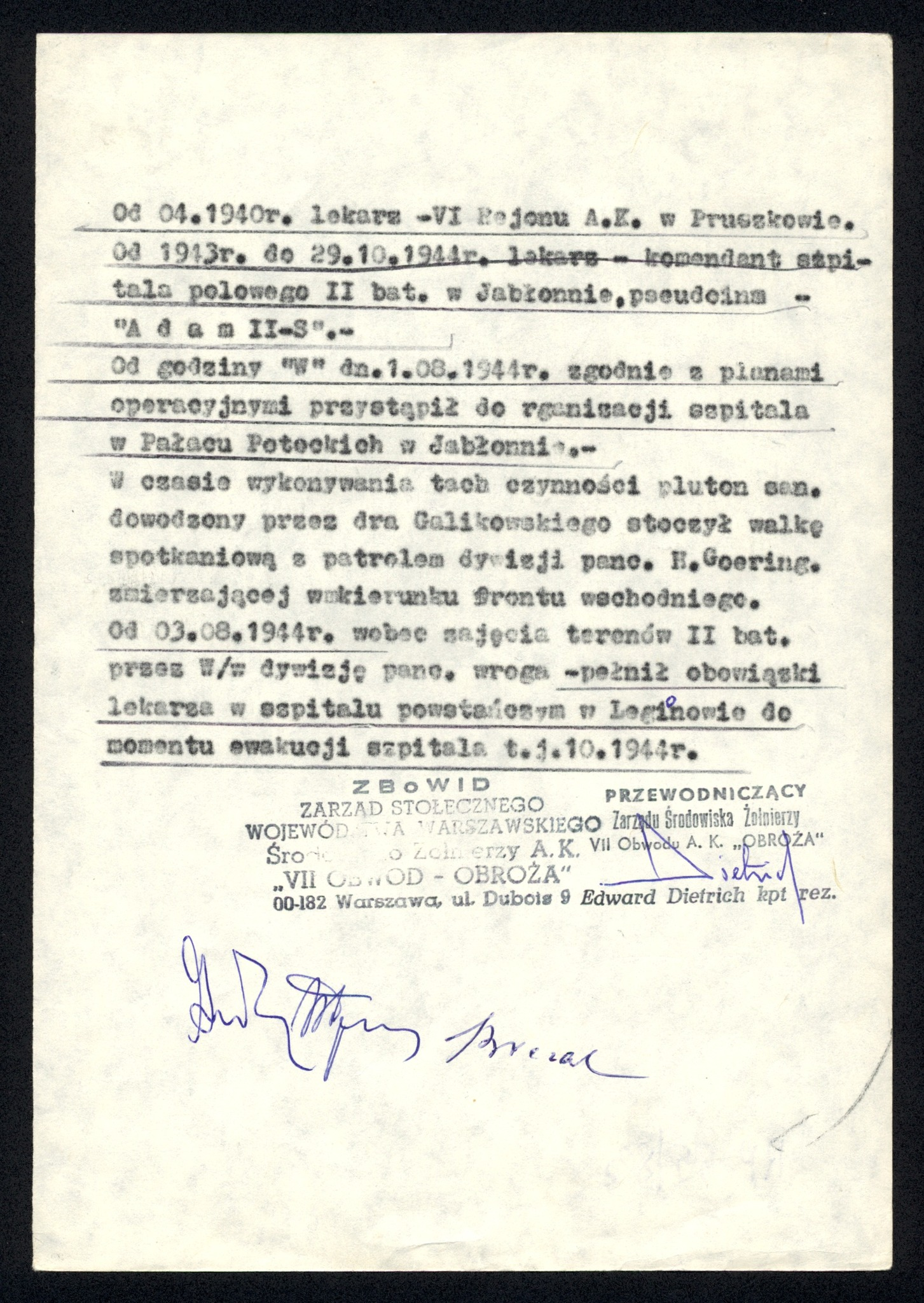
Poświadczenie szeregów i misji dr Czesława Gawlikowskiego w AK

W czasie Powstania Warszawskiego kapral Ludwik Drzewiecki „Organ” udał się specjalnie po odbiór doktora Czesława Gawlikowskiego „Adama S-II” z punktu zbornego Batalionu Sanitarnego. Na miejsce zbiórki zgłosiło się dwóch lekarzy, cztery sanitariuszki, ośmiu sanitariuszy i kleryk. Około północy oddział wyruszył konnym wozem sanitarnym, załadowanym sprzętem medycznym, lekami i apteczkami, w kierunku Jabłonny, gdzie miał powstać szpital polowy batalionu. Grupa była prowadzona przez „Organa” drogą przez Kępę Tarchomińską i dalej wzdłuż Wisły do parku pałacowego w Jabłonnie. 2 sierpnia około godz. 5 rano grupa dotarła ulicą Piaskową do Jabłonny, gdzie zamiast powstańczych punktów obserwacyjnych napotkała niemiecki patrol. Grupa nie została uprzedzona, że poprzedniego dnia Jabłonna została zajęta przez sprowadzoną w ostatniej chwili z Włoch dywizję desantu pancernego „H. Goering”. Niemcy, nie otrzymawszy odpowiedzi na hasło, otworzyli ogień. Oddział sanitarny zdołał uciec i ukryć się, ale jeden z nich, Jan Świątek „Piątek”, został schwytany i rozstrzelany przez Niemców na miejscu
Od następnego dnia Czesław Gawlikowski pracował m.in. w szpitalu powstańczym w Legionowie, mieszczącym się w willi przy ul. Krasińskiego, uruchomionym 5 i 6 sierpnia 1944 r. w związku z napływem wielu rannych. Aby trzymać Niemców z dala od placówki, przy wejściu umieszczono tabliczkę z napisem: „Szpital zakaźny – tyfus plamisty”. Szpital został zorganizowany przez lekarza Władysława Bindera i felczera Kubicę. W szpitalu pracowali lekarze: Łukasz Bożęcki, Czesław Gawlikowski, Frydrychowicz i Sturmer. Helena Polska pracowała jako siostra oddziałowa. Szpital zatrudniał także 8 pielęgniarek, siostry zakonne, sanitariuszki i sanitariuszy. Średnia liczba personelu medycznego wynosiła około 22 osób. Szpital posiadał trzy oddziały z około 40 łóżkami. Posiadał salę zabiegową i salę operacyjną. Był dobrze wyposażony dzięki niemieckiemu pociągowi medycznemu wykolejonemu przez powstańców z II batalionu pod Chotomowem.

### Po wojnie
W latach 1945 ponownie pełnił funkcję dyrektora szpitala w Pruszkowie, ale jako były uczestnik wojny polsko-bolszewickiej i były członek AK był poszukiwany przez władze sowieckie.
W latach 1945 ponownie pełnił funkcję dyrektora szpitala w Pruszkowie, ale jako były uczestnik wojny polsko-bolszewickiej i były członek AK był poszukiwany przez władze sowieckie.

Od listopada 1946 r. do 8 kwietnia 1954 r. był dyrektorem szpitala w Gorzowie Wielkopolskim i ordynatorem chirurgii. 11 grudnia 1951 r. uzyskał specjalizację II stopnia z chirurgii. Po przyjeździe do Gorzowa odkrył, że szpital został doszczętnie splądrowany przez Armii Czerwonej. Placówka, która obejmuje region lubuski i przyległe powiaty województwa szczecińskiego, wymaga poważnych napraw. Zniszczenia są nie tylko strukturalne, ale także prawie całkowity brak personelu, leków i sprzętu. Właśnie w obronie "swojego szpitala" dr Czesław Gawlikowski rozpoczyna nową batalię z aberracjami nowego komunistycznego systemu ochrony zdrowia. Jego praca była systematycznie sabotowana przez sekretarza POP i wydział zdrowia PWRN, zwłaszcza, że jego przekonania, które nie były "poprawne politycznie" jak na tamte czasy, były wszystkim znane. Choć dr Czesław Gawlikowski mocno angażował się w sprawy szpitala, zarówno w zakresie poprawy infrastruktury, jak i obsady kadrowej, podejmowane przez niego działania nie mogły zakończyć się sukcesem ze względu na sytuację polityczną i ekonomiczną. Władze miasta szukały kozła ofiarnego, na którego można by zrzucić winę za zaistniałą sytuację. Naturalnym wyborem był dyrektor placówki. 24 stycznia 1953 r. odbyło się posiedzenie PMRN, którego jednym z tematów była ocena pracy dyrektora szpitala. Pretekstem do odwołania Czesława Gawlikowskiego była odmowa przekazania rzadkiego i niezbędnego sprzętu medycznego szpitala do szpitala w Zielonej Górze. Czeslaw gawlikowski pracował również społecznie w nieistniejącym już „Domu Dziecka i Matki” przy ul. Walczaka.  

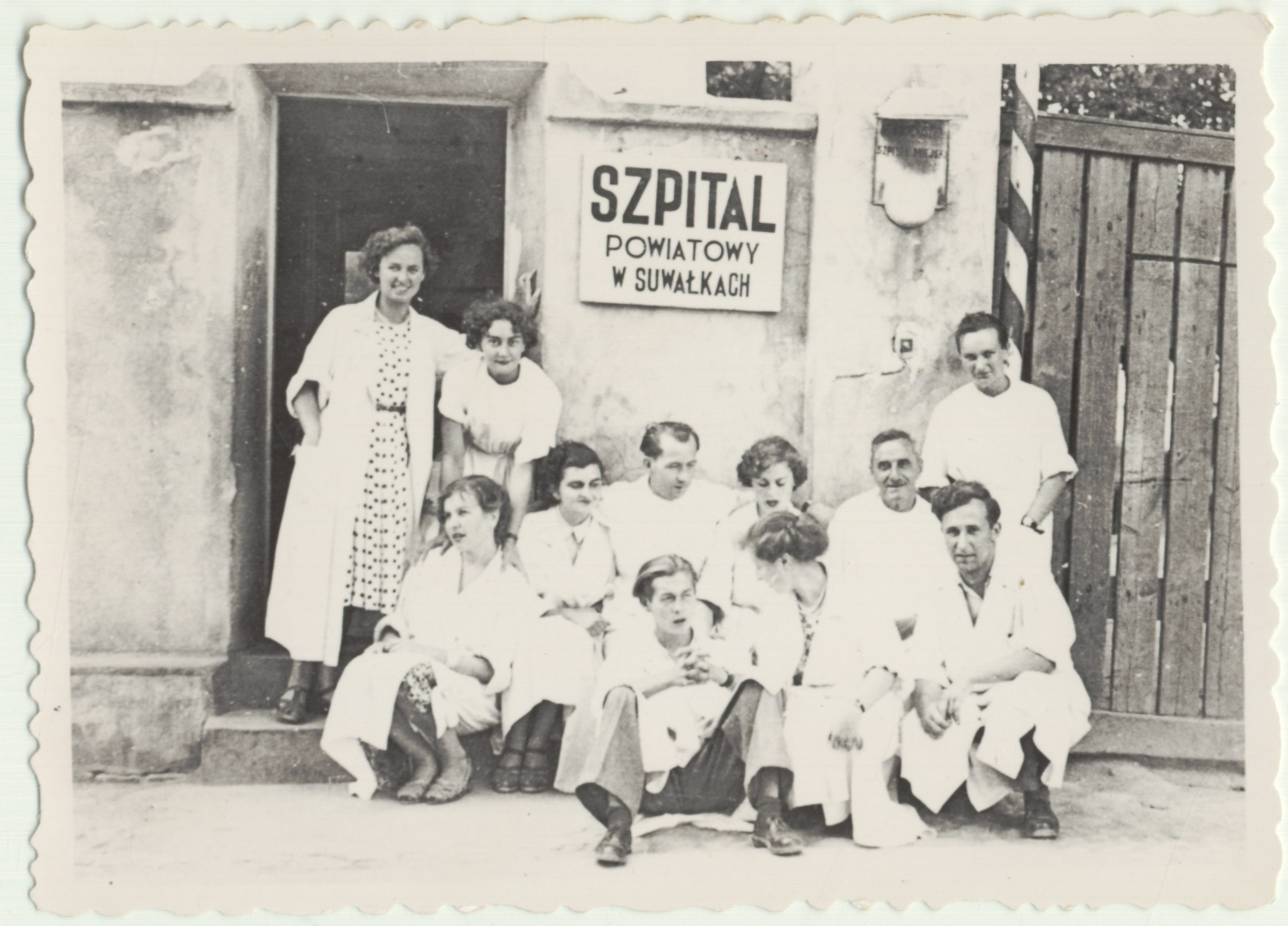
Lekarze i pielęgniarki w starym szpitalu w Suwałkach, ok. 1960 r.

Decyzją Ministra Zdrowia z dnia 2 października 1954 r. został przeniesiony do Suwałk na stanowisko ordynatora oddziału chirurgii szpitala powiatowego im. Ludwika Rydygiera w Suwałkach. Przez ponad dwadzieścia lat zabiegał u władz Białegostoku o środki na budowę nowego szpitala w Suwałkach. 
W 1958 r. został radnym Wojewódzkiej Rady Narodowej w Białymstoku. Jest także wojewódzkim inspektorem orzecznictwa lekarskiego i przewodniczącym komisji lekarskiej do spraw rent i emerytur. Niemal do końca życia działał na rzecz poprawy stanu zdrowia ludności. W wieku 82 lat nadal przyjmował wiernych pacjentów w swoim gabinecie, mieszczącym się w domu przy ul. Kamedulskiej, do którego ustawiały się kolejki, zwłaszcza w dni targowe.
Bohater zdolny do największych poświęceń, aby uratować, dwoje dzieci cierpiących na bardzo ciężką postać błonicy. W kontakcie z młodym pacjentem lekarz zostaje skażony, a choroba doprowadzila do poważnej wady serca, która wymagała dożywotniej opieki nad odważnym lekarzem. Wyczerpany, Czeslaw Gawlikowski zmarł w Łodzi, gdzie spędził ostatnie dwa lata w otoczeniu rodziny. Został pochowany w Pruszkowie obok rodziców, siostry Zofii i brata Witolda. 

## Odznaczenia

### Wojskowe
- - za wojnę 1914-21. Krzyż Walecznych, leg. nr 55138, przyznany po wojnie przez Ministerstwo Spraw Wojskowych.
- - Krzyż Niepodległości - przyznany za walkę o niepodległość Polski przed powstaniem państwa polskiego.
- - Medal pamiątkowy za wojnę 1919-21
- - Francuski Medal Zwycięstwa, Victoire interallié, pers (dziennik) 60/25
- - Odznaka byłego WP (byłych wojsk polskich) we wschodniej Rosji, leg. nr 512
- - Odznaka 5 Dywizja Strzelców Polskich (WP na Wschodzie)

### Inne
- - W okresie międzywojennym Srebrny Krzyż Zasługi za pracę społeczną (ja ko radnym miejskim w Pruszkowie).
- - Krzyż Kawalerski Orderu Odrodzenia Polski na wniosek Ministra Zdrowia (chleb) 1975.
- - Medal 30-lecia PRL - uchwalony przez Radę Państwa
- - Złoty Krzyż Zasługi 1970 r.
- - Odznaka za wzorową pracę w służbie zdrowia